# Тютчевская (станция метро)
«Тю́тчевская» — станция Московского метрополитена на Троицкой линии. Расположена в районе Коммунарка (НАО), у внешней стороны МКАД. Открыта 7 сентября 2024 года в составе участка «Новаторская» — «Тютчевская». Колонная трехпролётная станция мелкого заложения с одной островной платформой.

## Название
Первоначально для станции, расположенной на территории современного посёлка Мосрентген, намечалось название «Славянский мир», по одноимённому рынку, находящемуся недалеко от Мосрентгена.
Выбранное в итоге название отражает принадлежность Мосрентгена к «тютчевским местам», так как на его территории располагается усадьба Троицкое, где в XIX веке русский поэт Фёдор Иванович Тютчев проводил свои детские годы, а также был совладельцем усадьбы во взрослом возрасте.
15 ноября 2020 года глава поселения «Мосрентген» О. А. Митрофанов подтвердил наименование «Тютчевская». 20 июля 2021 года постановлением мэра Москвы утверждено наименование «Тютчевская».

## История

### Проектирование
Согласно Адресной инвестиционной программе города Москвы станция проектируется в составе 17,5-километрового участка от станции «Новаторская» до станции «Новомосковская» с пятью промежуточными станциями.

### Строительство

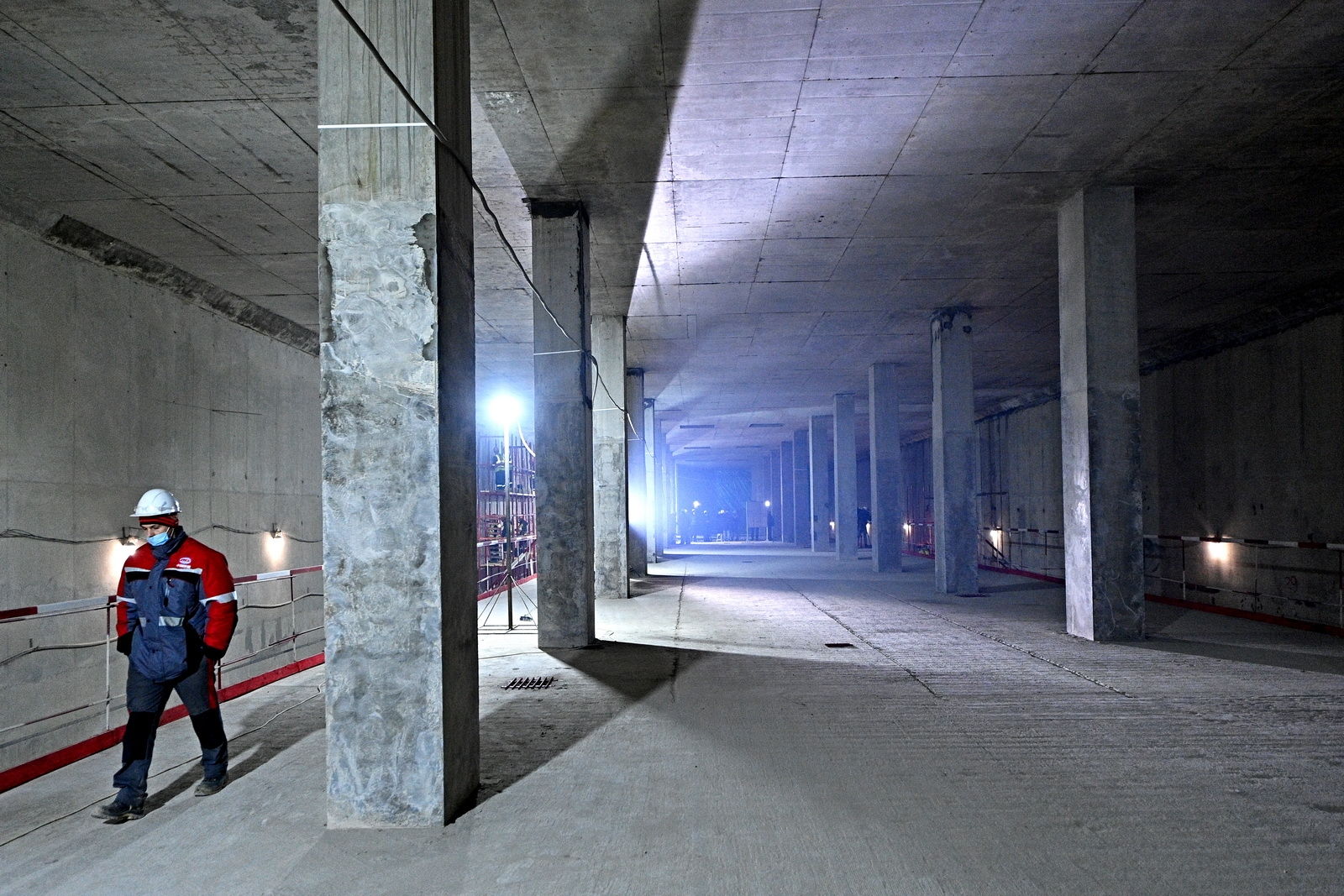
Станция метро «Тютчевская» в стадии строительства

17 апреля 2018 года АО «Мосинжпроект», победившее в закупке, заключило договор на выполнение комплекса строительно-монтажных работ по сооружению участка Коммунарской (ныне — Троицкой) линии «Улица Новаторов» — «Новомосковская». Строительство участка началось в июле 2019 года
Строительство станции началось в конце сентября 2019 года с выноса инженерных коммуникаций с площадки и возведения ограждающих конструкций котлована. 1 февраля 2020 года от станции в сторону «Улицы Генерала Тюленева» стартовал ТПМК «Дарья» для прокладки правого перегонного тоннеля длинной 825 м, уже четвёртого для Троицкой линии. Его монтаж вёлся с начала декабря 2019 года.
- 17 марта 2020 года стартовала проходка тоннеля между станциями «Мамыри» и «Тютчевская» при помощи шестиметрового тоннелепроходческого комплекса «Мария»[13].
- 21 июня 2024 года станция в зоне технического пуска 1-го участка линии[14].

## Пуск
Станция открыта 7 сентября 2024 года в составе первого участка из четырёх станций. Единственный (южный) вестибюль выходит к внешней стороне МКАД (42-й километр), посёлку Мосрентген, парку усадьбы Троицкое и строительному рынку «Славянский мир».

## Наземный общественный транспорт
На этой станции можно пересесть на следующие маршруты городского пассажирского транспорта:
- Автобусы: 485, 642, 767, 877, 912